# Masque en bleu (film, 1953)
Pour plus de détails, voir Fiche technique et Distribution.
Masque en bleu ou Le Masque bleu (titre original : Maske in Blau) est un film allemand réalisé par Georg Jacoby sorti en 1953.
Il s'agit d'une adaptation libre de l'opérette, musique de Fred Raymond, livret de Heinz Hentschke.

## Synopsis
Le peintre à succès Armando Cellini est tombé amoureux de la star de la revue Juliska Varady. Maintenant, il veut absolument faire le portrait de la belle femme. Mais elle ne veut rien savoir de lui parce qu'elle pense qu'il est un coureur de jupons. Armando tente alors un truc : Son ami Seppl emménage temporairement dans son appartement et se fait passer pour Armando Cellini, un pauvre peintre inconnu. Comme Seppl est notoirement en difficulté financière, il aime la vie dans la villa de son ami. Il fait aussi la connaissance de la danseuse Putti, qui avait décidé de se faire peindre par le célèbre Cellini.
Pendant ce temps, Armando joue son rôle de manière si convaincante qu'il atteint rapidement son objectif, séduire Juliska. Elle passe chaque minute de son temps libre avec le « peintre inconnu » dans un chalet au bord du lac. Mais elle fait aussi semblant d'être quelqu'un d'autre, la secrétaire de Juliska Varady, car elle ne veut pas irriter le peintre par sa renommée. Après quelques situations déroutantes, Juliska n'a d'autre choix que de se défouler incognito. Afin de faire connaître son amant, elle veut maintenant se présenter comme le modèle au masque bleu. Cellini se met au travail avec enthousiasme.
Lorsque le tableau est exposé au public, Armando doit également révéler sa véritable identité. Juliska se sent alors dupée et le quitte. L'indignation ne dure pas longtemps, car bientôt elle gagne la conviction que les sentiments d'Armando pour elle sont réels. Finalement, il y a deux couples heureux : Juliska et Armando, Seppl et Putti.

## Fiche technique
- Titre : Masque en bleu
- Titre : Maske in Blau
- Réalisation : Georg Jacoby
- Scénario : Fritz Böttger (de), Walter Forster (de), Joachim Wedekind
- Musique : Fred Raymond
- Direction artistique : Erich Kettelhut, Max Vorwerg
- Costumes : Trude Ulrich
- Photographie : Bruno Mondi
- Son : Martin Müller
- Montage : Lilian Seng
- Production : Georg Jacoby
- Sociétés de production : Röja Film, Bavaria Film
- Sociétés de distribution : Herzog-Filmverleih
- Pays d'origine :  Allemagne de l'Ouest
- Langue : allemand
- Format : Couleur - 1,37:1 - Mono - 35 mm
- Genre : Musical
- Durée : 99 minutes
- Dates de sortie :
  -  Allemagne de l'Ouest : 26 février 1953.
  -  France : 7 août 1953[1].
  -  Suède : 24 octobre 1953.
  -  Estado Novo (Portugal) : 21 décembre 1953.
  -  Danemark : 30 septembre 1954.
  -  Australie : 8 décembre 1954.
- Affiche : Jean Mascii (France)

## Distribution
- Marika Rökk : Juliska Varady
- Paul Hubschmid : Armando Cellini
- Walter Müller : Seppl Frauenhofer
- Helli Servi : Putti Pierotti
- Wilfried Seyferth (de) : Orgando, le manager de Juliska
- Ernst Waldow : Lamento, commissaire de police
- Annie Rosar : Birri, la costumière de Juliska
- Fritz Odemar : Carelli, le directeur de théâtre
- Rudolf Schündler : Le régisseur
- Peter W. Staub (de) : Wat Nu, le majordome d'Armando
- Kurt Reimann : Le chanteur

## Source de la traduction
- (de) Cet article est partiellement ou en totalité issu de l’article de Wikipédia en allemand intitulé « Maske in Blau (1953) » (voir la liste des auteurs).